# Ousséini Tinni

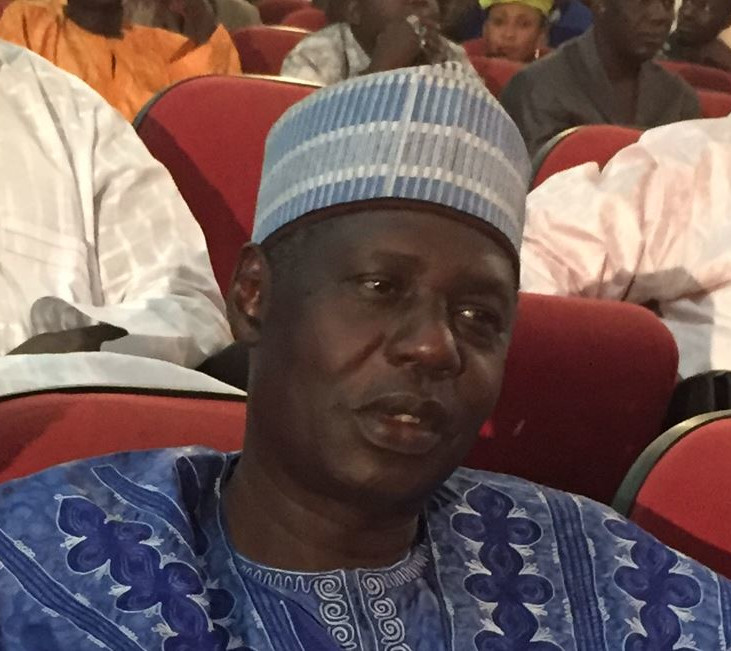
Ousséini Tinni (2016)

Ousséini Tinni (* 10. Dezember 1954 in N’Gonga) ist ein nigrischer Politiker und Diplomat.

## Leben
Ousséini Tinni wurde im zu N’Gonga gehörenden Dorf Tinoma geboren. Er besuchte die Grund- und Mittelschule in Dosso und anschließend das Lycée Issa Korombé in Niamey. Danach ging er auf eine höhere Wirtschafts- und Managementschule in Lomé. Er besitzt ferner ein Diplom der École Supérieure de Commerce et d’Administration des Entreprises in Marseille.
Tinni arbeitete von 1983 bis 1987 in verschiedenen nigrischen Ministerien. Von 1987 bis 1994 nahm er Leitungsfunktionen in der Organisation Commune Bénin-Niger des Chemins de fer et des Transports (OCBN), der zwischenstaatlichen Organisation von Benin und Niger für Bahn und Verkehr, wahr. Tinni engagierte sich seit deren Gründungstagen Anfang der 1990er Jahre politisch in der Nigrischen Partei für Demokratie und Sozialismus. Er war von 1994 bis 2000 als hoher Beamter für das nigrische Ministerium für Ausstattung, Infrastruktur und Verkehr tätig. Danach arbeitete er unter anderem als Kabinettschef und Berater des Ministers für Verkehr, Tourismus und Handwerk, als Generalsekretär des Ministers für nationale Wettbewerbsfähigkeit und für den Kampf gegen teures Leben und als Berater der Behörde für Telekommunikationsregulierung.
Bei den Parlamentswahlen am 21. Februar 2016 wurde er Ousséini Tinni für die Nigrische Partei für Demokratie und Sozialismus als Abgeordneter in die Nationalversammlung gewählt. Die Abgeordneten wählten ihn am 25. März 2016 als Nachfolger von Amadou Salifou zum Präsidenten der Nationalversammlung. In diesem Amt wurde er am 24. März 2021 von Seini Oumarou abgelöst. Anfang 2022 wurde er zum Botschafter Nigers in Kuwait ernannt.
Ousséini Tinni ist verheiratet und Vater von vier Kindern.